# The Moffatts
I The Moffatts sono stati un gruppo musicale pop rock canadese attivo dal 1990 al 2001.

## Storia del gruppo
Il gruppo era originario della Columbia Britannica e composto da quattro fratelli.
La band ha iniziato a suonare musica country, prima di dedicarsi al pop con l'album del 1998 Chapter 1: A New Beginning. Nel 2000 hanno pubblicato l'ultimo album prima di sciogliersi. Hanno avuto una reunion per uno spettacolo natalizio nel dicembre 2012.

## Formazione
- Scott Andrew Moffatt - voce, chitarre
- Clinton Thomas John "Clint" Moffatt - cori, basso, percussioni
- Robert Franklin Peter "Bob" Moffatt - cori, batteria, congas
- David Michael William "Dave" Moffatt - voce, tastiere

## Discografia
- 1994 - It's a Wonderful World
- 1995 - The Moffatts
- 1996 - A Moffatts' Christmas
- 1998 - Chapter I: A New Beginning
- 2000 - Submodalities

## Video
- 1998 - Chapter I: A New Beginning LIVE
- 2001 - The Closing of Chapter One